# Moviment hippie

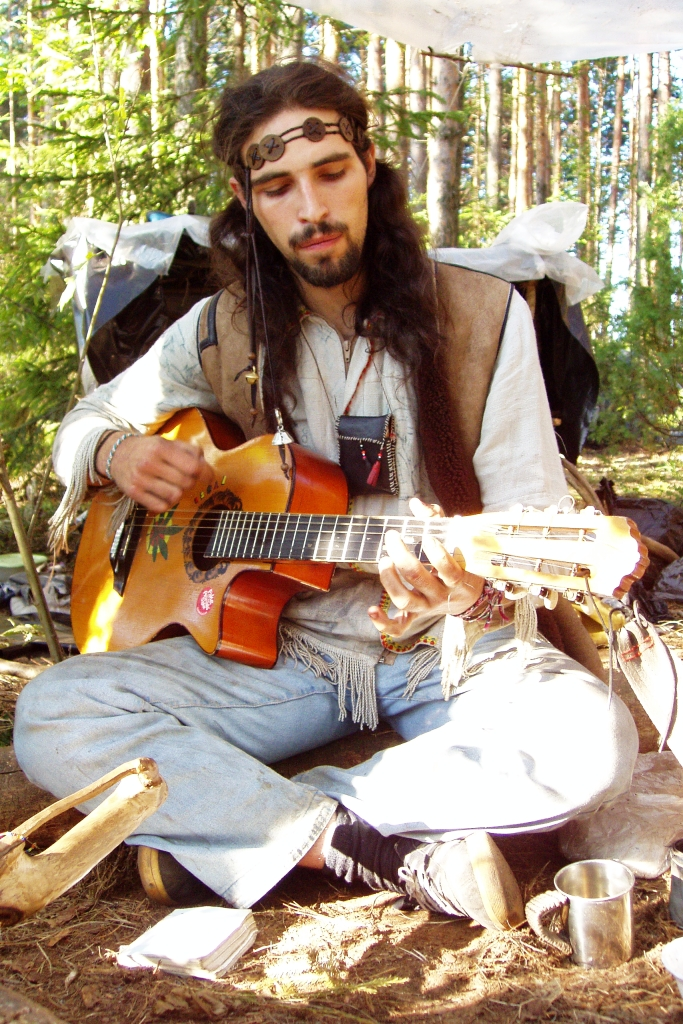
Cantant d'un moviment hippie modern a Rússia

El moviment hippie o hippy va ser un corrent de contracultura que va néixer als Estats Units durant els primers anys de la dècada del 1960 i que posteriorment es va estendre per tot el món. La paraula hippie deriva de hipster, i s'utilitzava originàriament per a descriure els beatniks que s'havien traslladat al districte d'Haight-Ashbury, a San Francisco. Van heretar els valors contraculturals de la generació beat i crearen les seves pròpies comunitats (les comunes), promogueren el rock psicodèlic, foren partidaris de la revolució sexual, i prenien drogues com el cànnabis i l'LSD per explorar estats alternatius de la consciència.
L'any 1967, es va celebrar l'Human Be-In a la ciutat de San Francisco, que va popularitzar la cultura hippie, així com el llegendari Estiu de l'amor a la costa Oest dels Estats Units, i el 1969 el Woodstock Festival a la costa Est.
Cap a la fi dels anys seixanta del segle xx, els hippies dels Estats Units van constituir un corrent juvenil massificat, però després va quedar antiquat, encara que les següents generacions anomenades neo-hippies mantindrien viu el moviment com una subcultura establerta de moltes maneres i amb noves generacions fins avui. Així doncs, han emergit fenòmens com el Rainbow Family, l'escena psytrance i goa trance o els deadheads i phishheads. En petites comunitats continuen desenvolupant en part el seu estil de vida, encara que amb algunes modificacions, tant a la ciutat com al camp.
La moda i els valors hippies han tingut un efecte essencial en la cultura i van influenciar la música popular, televisió, cinema, literatura, i les arts. Des de la dècada del 1960, molts trets de la cultura hippie van ser assimilats per la cultura comercial. La religió i la diversitat cultural que defensaven els hippies van aconseguir una gran acceptació, i la filosofia oriental i els conceptes espirituals han arribat a una gran audiència. El llegat hippie es pot observar en la cultura contemporània en una miríada de formes —des del menjar saludable, fins a festivals de música, passant per nous costums sexuals contemporanis, i fins i tot, en la revolució del ciberespai.

## Etimologia
El lexicògraf Jesse Sheidlower, principal editor americà de l'Oxford English Dictionary, sosté que els termes hipster i hippie deriven de la paraula anglesa hip, de la qual es desconeix l'origen. El terme hipster va ser encunyat per Harry Gibson l'any 1940, amb el seu nom artístic «Harry el Hipster». Hipster era sovint utilitzat durant la dècada del 1940 i 1950 per descriure els artistes de jazz. La paraula hippie pertanyia a l'argot del jazz des de la dècada del 1940, i un dels primers enregistraments en què apareix la paraula hippie va ser en un programa de ràdio el 13 de novembre de 1945, en el qual Stan Kenton va anomenar Harry Gibson, hippie. Tanmateix, l'ús que fera Kenton de la paraula fou un joc de paraules amb el malnom de Gibson «Harry el Hipster». En l'autobiografia de Harlem de 1964, quan parla dels últims anys de la dècada de 1940, explica que Malcolm X es referia amb la paraula hippy a un terme que els afroamericans utilitzaven per a descriure un tipus específic de persona blanca que «treballava més que un negre».
Encara que la paraula hippie aparegué en moments aïllats durant els primers anys de la dècada del 1960, el primer ús clarament contemporani del terme va aparèixer en l'article «A New Haven for Beatniks» el 5 de setembre de 1965 en mans del periodista de San Francisco Michael Fallon. En aquest article, Fallon va escriure sobre la cafeteria Blue Unicorn i utilitzà el mot hippie per a referir-se a la nova generació de beatniks que s'havien mogut de North Beach cap al districte d'Haight-Ashbury.
L'any 2002, el fotoperiodista John Bassett McCleary va publicar un diccionari d'argot de 650 pàgines i 6.000 entrades dedicat a la llengua dels hippies amb el títol The Hippie Dictionary: A Cultural Encyclopedia of the 1960s and 1970s ('El diccionari hippie: una enciclopèdia cultural des de les dècades del 1960 i 1970). El llibre va ser revisat i ampliat fins a les 700 pàgines l'any 2004. McCleary creia que la contracultura hippie va adherir un nombre significatiu de paraules a la llengua anglesa prestades del lèxic de la generació beat, escurçant paraules i popularitzant-ne l'ús.

## Estil, comportament, controvèrsia i rebuig
La icona dels hippies sol ser un home amb pèl i barba notablement més llargs que el considerablement «elegants» del moment. Ambdós sexes tendeixen a deixar-se el cabell llarg i alguns hippies caucàsics el porten a l'estil afro, imitant així els afroamericans. Una manera de trencar amb els patrons socials existents és vestir amb els pantalons fora de lloc, prop del hip o maluc, fent veure una persona descurada. D'aquí prové una de les acceptacions de la paraula hippie, el que porta els pantalons a l'anca.
Entre les dones va aparèixer la tendència de no portar sostenidors i de no afaitar-se les aixelles o les cames. Això tindria influència en el feminisme de les dècades posteriors, però encara van ser més transcendents altres valors com el de l'amor lliure, el qual argumentava a favor del dret del plaer, evitant les restriccions de l'estat.
Molta gent no associada a la contracultura considerava aquests cabells llargs una ofensa, o «antihigiènics», o consideraven aquestes persones com a «coses». En el moment de l'esclat hippie el governador de Califòrnia, Ronald Reagan, va definir l'estil com «un tipus amb cabell com Tarzan, que camina com Jane i que fa olor de Xita».
Això es feia en oberta revolució contra les construccions de gènere de la societat basada en una estricta divisió de rols i comportaments per sexes. També els hippies van obrir un camí a la tolerància i al respecte a l'homosexualitat i les relacions interètniques.
Per ambdós sexes, tant el cabell llarg com la seva forma de vestir funcionaven com a senyal de pertinença a una contracultura i mostraven una actitud iconoclasta.
És una acció típica dels hippies arribar a un lloc i sorprendre de manera positiva o negativa a aquells amb estils més convencionals, sigui de forma individual o en grup. Aquestes situacions eren i són usualment gaudides pels hippies i a vegades poden fins i tot assolir nivells teatrals. A vegades aquestes situacions són plantejades, altres vegades no, però sempre venen acompanyades per la usual actitud alegre i relaxada típica hippie que espera que es transmeti a la resta.